# Nhà thờ Vĩnh Trị

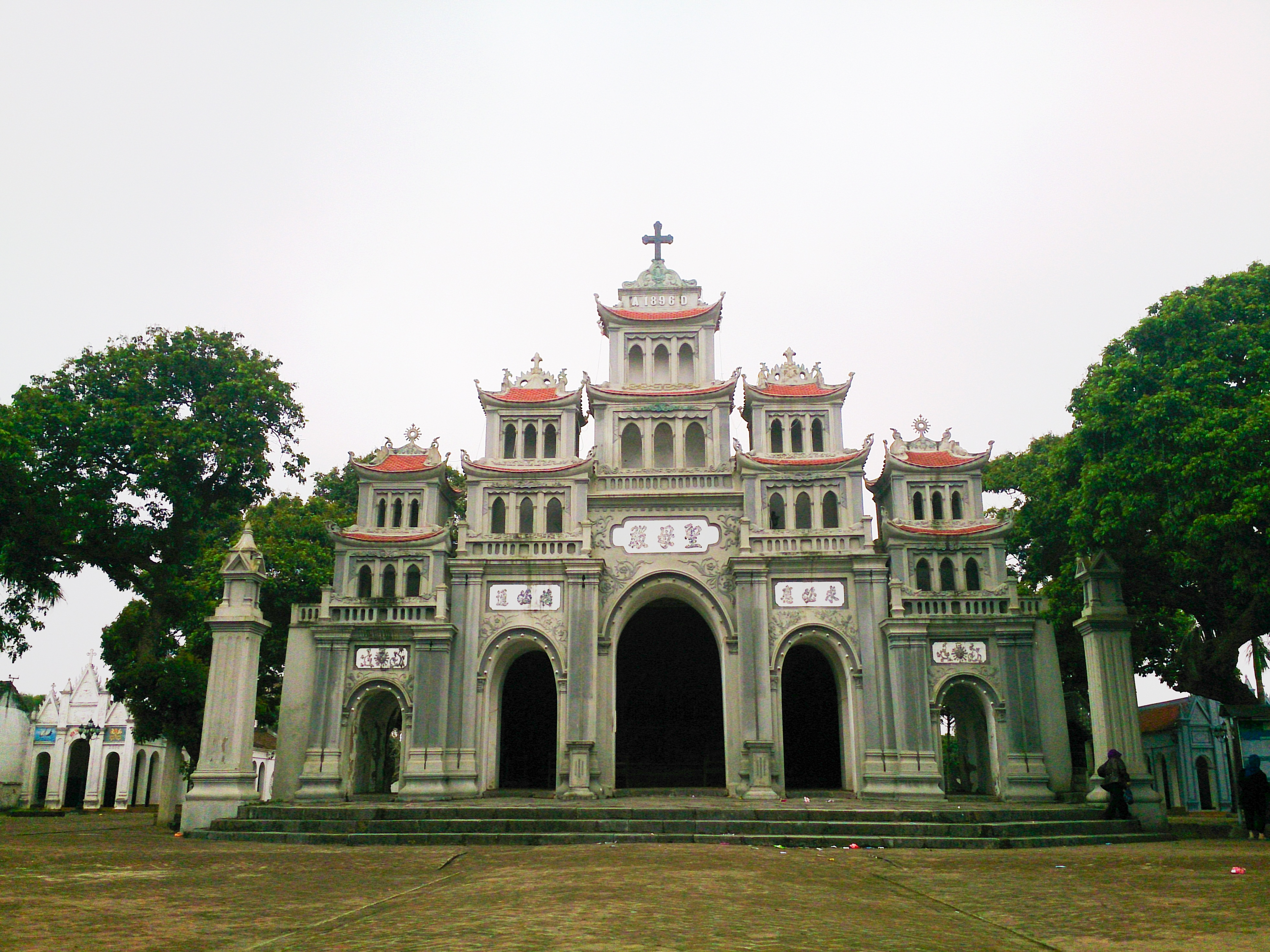
Nhà thờ Vĩnh Tri với kiến trúc cổ truyền Việt Nam

Nhà thờ Vĩnh Trị là nhà thờ của giáo xứ Vĩnh Trị (Kẻ Vĩnh), tọa lạc tại xã Yên Đồng, Ninh Bình. Giáo xứ Vĩnh Trị là một trong những giáo xứ kỳ cựu nhất ở miền Bắc, đã kỷ niệm 300 năm thành lập vào năm 2005. Vĩnh Trị từng là trụ sở của Địa phận Tây Đàng Ngoài từ năm 1765 tới năm 1858, khi bị tàn phá dưới thời vua Tự Đức.
Riêng Nhà thờ được xây năm 1895. Nhà thờ dài 40m, rộng 10m, được xây theo kiến trúc Việt Nam. Lòng nhà thờ có 52 cột lim, chu vi mỗi cột 1m rưỡi. (Theo: sách ảnh: Nhà thờ Công giáo Việt Nam)